# Жданько Станіслав Олексійович
Станіслав Олексійович Жданько (12 липня 1953 , Черепаново, Новосибірська область  — 13 квітня 1978 , Москва ) — актор радянського кіно.

## Біографія
Станіслав Жданько народився 12 липня 1953 року в Сибіру поблизу Новосибірська, у простій родині.
Після закінчення школи вступив до Новосибірського театральне училище, але потім перевівся до Москви в  Щукінське училище.
З 1976 року — актор  театру імені Євгенія Вахтангова.

## Смерть
13 квітня 1978 року Станіслав Жданько був зарізаний у своїй квартирі.
Експертиза встановила, що Стас сам заколовся кухонним ножем. Справу закрили. А через п'ять років відбувся суд, який постановив, що його фактична дружина Валентина Малявіна винна у смерті коханої людини, і засудив її до дев'яти років позбавлення волі. Ось що сказав слідчий у цій справі: «Я ставлю собі без кінця одні й ті ж питання, і послухайте мої відверті відповіді. Чи міг Стас Жданько вбити себе? Відповідаю: „Міг“. Чи могла Малявіна вбити його? Відповідаю: „Могла“. Міг би Стас Жданько вбити Малявіну? Відповідаю: „Так“. Чи могла Малявіна вбити себе? Відповідаю: „Так“ … Історія важка. Доказів вашої провини немає. Експертизи говорять про самопоранення. Свідків немає. Мотивів, як таких, теж немає … Ви і Стас не божевільні, але у вас немає відчуття межі між життям і смертю. Погано це».
Похований актор у Новосибірській області, в селі Ярки.

## Фільмографія
1. 1976 — Неповнолітні — Костя Сила: головна роль
2. 1976,  1978 — Час вибрав нас — лейтенант Небилович, (остання роль)
3. 1977 — Людина з рушницею (фільм-спектакль) — епізод
4. 1978 — Помилки юності — Митя Гурьянов, головна роль